# 叙福樓集團
敘福樓集團有限公司（港交所：1978）是香港一家連鎖飲食集團，旗下有多個品牌。
叙福樓集團是由黃耀鏗創立，早在1986年以叙福樓品牌經營中式酒樓。1990年代，叙福樓集團最多擁有33間分店。2008年，在家族第二代成員引領下，叙福樓集團成立株式會社有限公司，引入多個日本菜品牌。2018年5月，叙福樓集團在香港進行公開招股，集資最多2.6億港元。

2018年8月，敘福樓集團宣佈收購永華麵家於香港、澳門及新加坡註冊之商標及資產，香港店舖轉型成為茶餐廳並更名為「永華日常」。
2019年4月，敘福樓集團以2850萬元作價出售旗下3間中式酒樓業務的九龍灣御苑皇宴、尖沙嘴御苑皇宴及葵芳御苑给持有私人公司時代生活集團及ClubONE婚宴場地業務，並經營物業管理及康樂會所，以及兒童教育服務的Aetna International。
2020年9月1日，叙福樓主席兼行政總裁黃傑龍於社文平台發文表示，旗下位於天水圍頌富商場的最後一間叙福樓，以及相連的牛涮鍋門店遭業主領展拒絕續約，於9月14日正式結業，標示集團全面退出中式酒樓市場（集團尚有煲仔王、和平飯店、永華日常和敘. 小麵經營中餐業務）。公司將會按足法定要求支付遣散費。

## 品牌

### 敘福樓中國菜
- 煲仔王

### 株式會社

#### 燒肉
- 牛角（香港經營權）
  - 牛角日本燒肉專門店
  - 牛角放題實施店
  - 牛角Buffet
  - 牛角J

#### 火鍋
- 牛涮鍋
- 溫野菜（香港經營權）
- 好呷台灣火鍋
- 好鍋日子

#### 其他
- 和平飯店
- 永華日常
- Gatch
- THE MATCHA TOKYO（香港經營權）
- 挽肉與米（挽肉と米）（香港經營權）
- 敘. 小麵
- 兩姊妹涼皮×株式會社（與兩姊妹涼皮有限公司合營）

## 已出售的品牌
- 夏麵館

## 已結業的品牌
- 敘福樓海鮮酒家
- 敘福樓金閣
- 金福酒家
- 多福居酒家
- 敘福小館
- 御苑酒家
- 御苑皇宴
- 皇宴會所
- 鰲 Oceanna
- 熱血一流 Hotpot PNP
- 南京東路
- 正村壽司
- 壽司大
- TAMASHII魂
- 柳氏家（香港經營權）
- Kabu-Go 株式味覚宅配
- KAMO
- 牛角次男坊（香港經營權）

## 外部連結
- 叙福樓集團（页面存档备份，存于）
- 叙福樓中國菜[]
- 株式會社有限公司（页面存档备份，存于）